# Lemmon Valley-Golden Valley
Lemmon Valley-Golden Valley es un lugar designado por el censo ubicado en el condado de Washoe en el estado estadounidense de Nevada. En el año 2000 tenía una población de 6.855 habitantes y una densidad poblacional de 81,6 personas por km².

## Geografía
Lemmon Valley-Golden Valley se encuentra ubicado en las coordenadas 39°39′50″N 119°49′37″O / 39.66389, -119.82694.

## Demografía
Según la Oficina del Censo en 2000 los ingresos medios por hogar en la localidad eran de $52.861, y los ingresos medios por familia eran $56.118. Los hombres tenían unos ingresos medios de $39.069 frente a los $29.888 para las mujeres. La renta per cápita para la localidad era de $21.820. Alrededor del 5,0% de la población estaban por debajo del umbral de pobreza.